# Run It!
"Run It!"은 미국의 가수 크리스 브라운의 데뷔 곡이자 그의 1집 Chris Brown에 수록되어 있는 곡이다. 피쳐링에는 주엘즈 산타나가 참여했으며, 5주 동안 빌보드 핫 100차트 1위를 한 경험이 있는 곡이다.